# Cosnes-et-Romain
Cosnes-et-Romain è un comune francese di 2 509 abitanti situato nel dipartimento della Meurthe e Mosella nella regione del Grand Est.

## Società

### Evoluzione demografica
Abitanti censiti